# Fort Duquesne
Pour les articles homonymes, voir Duquesne.
Le fort Duquesne était un fort français situé près de la Monongahela à l'emplacement de l'actuelle ville de Pittsburgh (Pennsylvanie, États-Unis). Construit en 1754, il subit plusieurs assauts des Britanniques pendant la guerre de la Conquête et fut démantelé en 1758.

## Histoire

### Création

#### Emplacement
Le fort se trouvait sur l'emplacement d'un ancien fort britannique en construction afin de contrôler la traite des fourrure dans cette région, le fort Prince George, qui fut  pris en 1754 avant la guerre de la Conquête. Les officiers français décidèrent de le détruire mais, jugeant sa position éminemment stratégique, ils en érigèrent un nouveau. « Le plus considérable de ces postes fut celui que l'on construisit au confluent des rivières Monongahela (Malenguelé) et Allegheny, au point où leurs eaux réunies forment l'Ohio. Ce fort fut projeté sur le modèle de Fort Frontenac : c'était un carré bastionné, un peu plus petit seulement que le premier, plan d'ailleurs généralement adopté pour toutes les fortifications de la même destination en Amérique ».
Grâce aux fleuves qui le bordaient sur deux de ses côtés et aux ravelins qui protégeaient les deux autres, le fort disposait d'une bonne protection.
Le fort Duquesne, avec les autres forts français, consolidait une ligne de fortifications et de soutien qui commençait au fort Duquesne et finissait à la ville de Québec.
Du point de vue militaire, le fort était le point de départ des Français pour les opérations contre les Britanniques.

#### Construction
Il fut construit d’après les dessins du capitaine de Chevalier de Mercier.[réf. nécessaire]
Les Français se servirent de matériaux locaux, utilisant des rondins pour construire le fort.

#### Nom
Il fut nommé Duquesne en hommage à Michel-Ange Duquesne de Menneville, gouverneur du Canada.

#### Garnison
Le fort logeait une garnison de soldats français et d'Autochtones, et le nombre d'habitants fluctuait souvent. Seuls les gardes et les officiers habitaient à l'intérieur du fort. À l'extérieur, les habitants construisirent une église et des casernes, et exploitèrent la terre pour les cultures et le bétail.

#### Chapelle de l'Assomption de la Sainte Vierge
Une chapelle appelée Chapelle de l'Assomption de la Sainte Vierge à la Belle Rivière, exista dans la première colonie française au Fort Duquesne à Pittsburgh. Le nom indique que la paroisse était mise sous la protection de Marie, patronne du régime français. Un poème de Memoirs of the Pittsburgh Sisters of Mercy (Mémoires des Sœurs de Clémence de Pittsburgh) mentionne que la chapelle est Mary’s first shrine in the wilderness, (Le premier sanctuaire de Marie dans la région sauvage). Cette chapelle fut un repère pour les catholiques établis à l'endroit qui deviendrait Pittsburgh. En avril 1754, les Français construisirent le Fort Duquesne. Ce mois-là, le Père Denys Baron y célébra la première messe. Il travailla comme chapelain pendant toute la vie de la chapelle du Fort Duquesne. La paroisse fut un lieu spirituel au Nouveau monde : les habitants y célébrèrent baptêmes, mariages et enterrements chrétiens, établissant une société catholique au fort. Les messes y étaient célébrées chaque jour, les baptêmes étaient systématiques, tel celui de Marie Jeane Vermette âgée de 19 mois. La paroisse était une tentative de fonder une société en Nouvelle-France. Dans les autres forts, les Français établirent aussi des chapelles et paroisses, par exemple celle de Saint Pierre était établie à Fort Le Boeuf sous le chapelain Père Collet. Une fondation spirituelle était nécessaire pour que les Français aient pu prospérer en Nouvelle-France. Quand la conquête britannique du fort s'annonça inévitable, les Français brûlèrent tout, notamment la chapelle, avant de le quitter en 1758. À l'époque contemporaine, on ignore le site précis de la chapelle et de son cimetière. Cette paroisse catholique fut la première à s'établir à Pittsburgh, il n'y en eut d'autre qu'en 1808.

Carte de 1755, annotée "fort pris en 1754, appelé par les Français F. Du Quesne. La rivière Ohio (Fair River, Belle Rivière) est appelée Alliganey par les Anglais.

### Expédition de Braddock

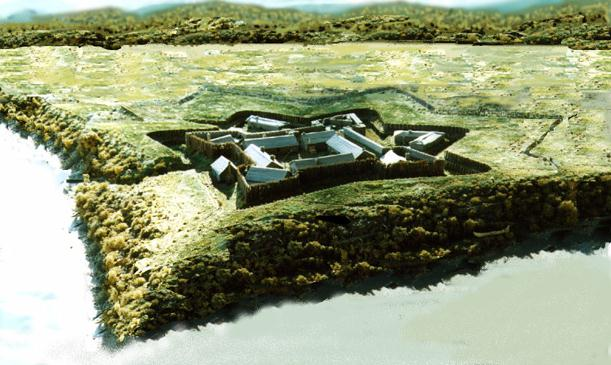
Un modèle réduit du fort Duquesne au confluent des rivières Monongahela et Allegheny

En 1754, une expédition sous la direction du général britannique Edward Braddock rompit la paix acquise par le traité d'Aix-la Chapelle sans déclaration de guerre préalable, franchit l'Ohio et progressa vers le Fort Duquesne. Le 28 mai 1754, le commandant du Fort Duquesne, le colonel Claude-Pierre Pécaudy de Contrecœur, envoya auprès du détachement de l'avant-garde britannique le lieutenant Joseph Coulon de Jumonville avec une petite escorte sous drapeau parlementaire pour les mettre en garde contre une agression contraire au traité. Après la sonnerie réglementaire au clairon, Jumonville commence à lire la déclaration. Les soldats britanniques sous les ordres du colonel George Washington, aide de camp de Braddock, se ruèrent sur lui et sur les soldats de son escorte et les massacrèrent atrocement. Washington assista à cheval à toute l'opération dont il n'a pu que donner l'ordre, sans l'interrompre.
L'affaire fait scandale au Canada et en France et Voltaire écrit publiquement :  « Je ne suis plus Anglais depuis que les Anglais sont pirates sur mer et assassinent nos officiers en Nouvelle-France ! ». Le mois suivant, Louis Coulon de Jumonville, frère de Joseph, réplique en attaquant de l'autre côté de la frontière le Fort Necessity commandé par Washington. Celui-ci choisit de capituler en négociant de pouvoir sortir en vie sans être fait prisonnier, à condition de signer des aveux de son forfait. Il prétendit par la suite ne pas avoir compris le français, ce qui était faux puisqu'il utilisait cette langue pour s'entretenir plus tard avec La Fayette.

En 1755, l'expédition forte de 1 850 hommes entend prendre tous les forts se trouvant sur la frontière de l'Ohio. Parti sous l'ordre du gouverneur de la Virginie, l'expédition Braddock comptait dans ses rangs Horatio Gates, Thomas Gage et George Washington, alors jeune colonel de 23 ans. L'expédition arriva au printemps 1755 près de la Monongahela. Braddock franchit le fleuve avec le gros de sa troupe, dont deux régiments d'infanterie de ligne britannique (44e et 48e foot) et des régiments de miliciens américains, ne se doutant pas que l'armée française, commandée par Daniel Liénard de Beaujeu et la milice canadienne jumelée aux alliés amérindiens les attendaient. Liénard de Beaujeu fut mortellement blessé au début du combat et les Franco-Canadiens faillirent subir une défaite lorsque plusieurs combattants commencèrent à battre en retraite. Jean-Daniel Dumas prit le commandement et rallia les troupes pour continuer la bataille. Les tirs précis des Autochtones et des Français, en embuscade à l'abri de la forêt, eurent raison de l'armée britannique qui, ne sachant que faire, fut décimée littéralement sur place, tandis que les miliciens américains commençaient à rebrousser chemin. La déconvenue se transforma en déroute lorsque Braddock fut tué. C'est Washington qui dirigea la retraite. C'est par cette défaite de fait anglo-américaine subie par Washington que commença la guerre de Sept Ans, dont l'alliance franco-américaine apparut plus tard la revanche pour Louis XVI. 

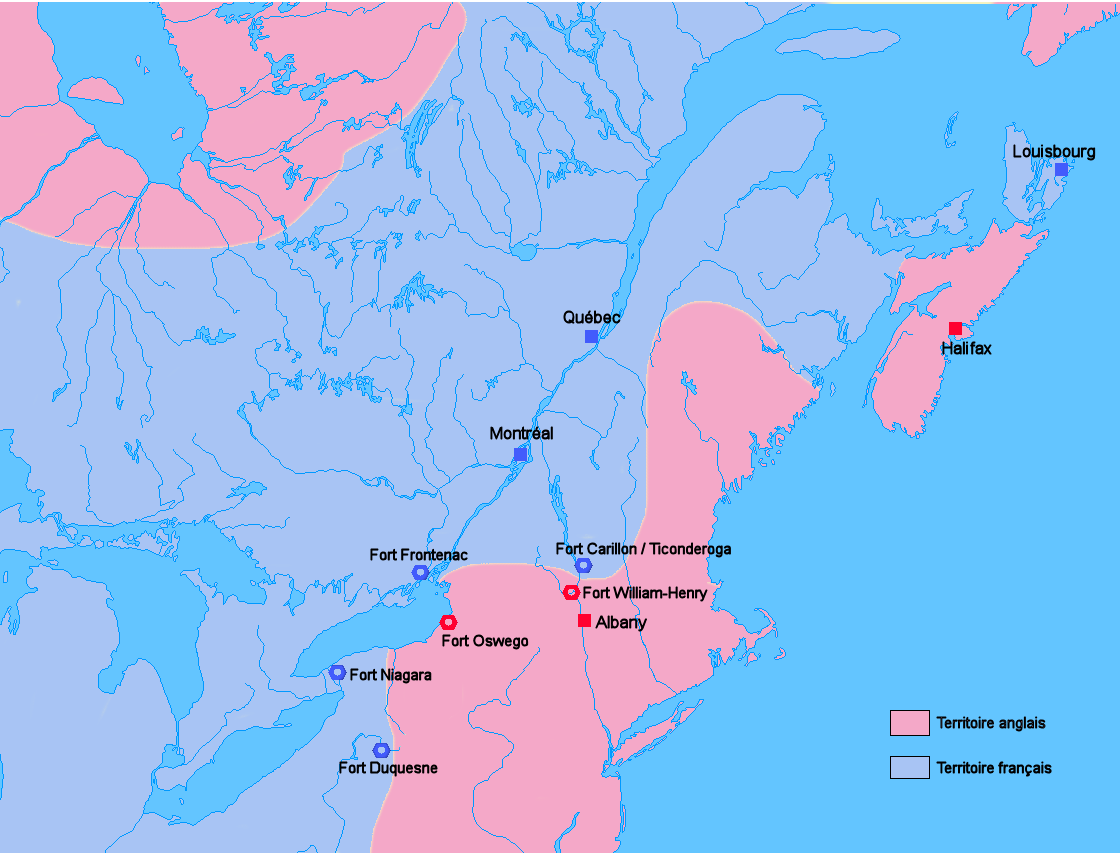
Carte générale des positions anglaises et françaises en Amériques du Nord juste avant le début de la guerre de Sept Ans.

### Chute et destruction
Vers la fin de la guerre, le général anglais John Forbes, à la tête de 2 500 hommes, reprend le fort lors de la bataille de Fort Duquesne. Le 25 novembre 1759, ils entrent dans ce « nid de corsaires qui a coûté tant de sang ». À son approche, le commandant canadien François-Marie Le Marchand de Lignery fait sauter le fort, puis il fait repli vers le fort Machault avec 100 hommes et dépêche par bateau ses canons et ses munitions aux Illinois,.
Les Anglo-Américains le détruisent à leur tour et construisent le fort Pitt en l'honneur de William Pitt, le premier ministre de George III.

### Depuis la fin de la présence française dans l'Ohio
L'endroit est maintenant désigné sous le nom de The Point et se trouve à Pittsburgh (Pennsylvanie, États-Unis).

## Vestiges
Le registre de la paroisse de l'Assomption de la Sainte Vierge au Fort Duquesne à la Belle Rivière a archivé chaque baptême et enterrement dans le fort Duquesne entre les années 1753 et 1756. C'était la première église de ce qui deviendra Pittsburgh et la seule paroisse de la région. Les Britanniques, les Irlandais et les Autochtones ont visité cette paroisse pour recevoir les sacrements en raison de son emplacement unique.
Dans le registre, les entrées les plus communes étaient celles d'enterrements de jeunes hommes célibataires, et ces entrées furent de plus en plus nombreuses après la bataille de la Monongahela en juillet 1755. Après cette bataille, les enterrements de plusieurs hommes furent consignés, incluant celui de Léonard Daniel, Sieur de Beaujeux, commandant du fort Duquesne et de l’armée. Les jours avant la bataille, il visita la paroisse pour recevoir les sacrements et se préparer à la mort parce qu'il ne s'attendait pas à gagner la bataille. Même si Beaujeux est mort pendant la bataille, son courage inspira la victoire glorieuse au reste de ses troupes.
Par ailleurs, le registre inclut des entrées peut-être « inhabituelles » parce que l'Assomption de la Sainte Vierge était la seule église de la région. D'un moment à un autre, presque tout le monde eut besoin d'un baptême ou d'une extrême-onction. Quelques exemples incluent :
- Le baptême de Denise, une Autochtone Mohegan de douze ans : elle tomba gravement malade, donc elle désirait ardemment être baptisée. Elle mourut deux jours après ; il s'agit de la première entrée d’un individu baptisé et enterré dans cette église.
- Les baptêmes de quelques enfants de descendance irlandaise ou britannique : leurs parents étaient souvent impressionnés par les Autochtones avant d'arriver au fort Duquesne. Cette église fut pour eux la seule occasion de faire baptiser les enfants européens dans la région à cause de son emplacement.
- Les enterrements de quelques Autochtones, souvent des Hurons mais aussi les Mohegans et les Ottawas.
- Les baptêmes de quelques Autochtones adultes : le plus notable était Jean Baptiste Christiguay, le grand chef Iroquois qui avait 56 ans.